# John Stuart, III conte di Bute
John Stuart, III conte di Bute (Edimburgo, 25 maggio 1713 – Westminster, 10 marzo 1792), è stato un nobile, politico e botanico britannico.
Membro di spicco del Partito Tory, ricoprì il ruolo di Primo ministro del Regno di Gran Bretagna dal 26 maggio 1762 al 16 aprile 1763 durante la Guerra dei Sette Anni.

## Biografia

### I primi anni
Imparentato strettamente col Clan Campbell (sua madre era figlia di Archibald Campbell, I duca di Argyll), Bute succedette al titolo di Conte di Bute (dall'Isola di Bute) alla morte di suo padre, James Stuart, II conte di Bute, nel 1723. Egli venne dunque cresciuto dagli zii materni, John Campbell, II duca di Argyll e Archibald Campbell, III duca di Argyll, primo e unico conte di Ilay,
visconte e conte di Hay. Bute compì i propri studi all'Eton College (1720–1728) e poi all'Università di Leiden, nei Paesi Bassi (1728–1732), dove ottenne la laurea in diritto pubblico e privato. Il 24 agosto 1736 egli sposò Mary Wortley-Montagu (figlia di Edward Wortley Montagu e di lady Mary Wortley Montagu), aggiungendo al proprio patrimonio quello della famiglia Wortley. Nel 1737, per l'influenza dei suoi due zii, venne eletto come Pari rappresentante di Scozia, ma in questo ruolo non fu particolarmente attivo nella Camera dei Lords e non venne rieletto nel 1741. Per gli anni successivi si ritirò nelle proprie residenze in Scozia conducendo i propri affari privati e interessandosi di botanica.
Durante l'insurrezione giacobita del 1745, Bute si spostò a Westminster, Londra, ove due anni dopo incontrò Federico, principe di Galles, divenendone uno stretto collaboratore. Alla morte improvvisa del principe nel 1751, l'educazione di suo figlio il principe Giorgio di Galles, divenne una priorità e nel 1755 Bute venne nominato quale suo tutore. Bute organizzò per il principe e per suo fratello Edoardo un corso di lettura e di filosofia naturale tenuto dal lettore itinerante Stephen Demainbray. Furono probabilmente questi primi interessi che smossero nel futuro Giorgio III l'interesse per le scienze naturali. Dopo la morte del principe Federico, Bute fu vicino alla principessa consorte vedova Augusta di Sassonia-Gotha, al punto che le malelingue asserirono che i due avessero una storia d'amore, e addirittura John Horne Tooke (intimo amico del defunto principe) pubblicò un pamphlet scandaloso alludendo alla tresca amorosa tra Bute e la principessa. Si ha ragione di credere che tale storia fosse inventata.

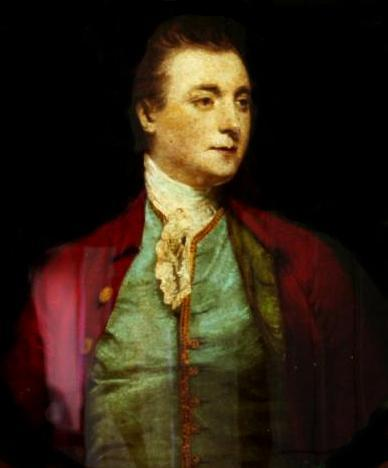
Il terzo conte di Bute

### Primo ministro
Per l'influenza avuta sul proprio pupillo, Bute si aspettava di ascendere velocemente ad un posto di rilievo politico all'ascesa al trono di Giorgio III nel 1760, ma i suoi piani erano ancora prematuri. Rieletto come rappresentante scozzese nel 1760, egli venne nominato de facto primo ministro durante la Guerra dei Sette anni. In breve tempo, ad ogni modo, Giorgio III iniziò ad essergli inviso ed a guardare altrove in particolar modo dopo che era stato criticato per un discorso ufficiale che la stampa assegnò in toto alla mente di Bute, mentre era stato scritto dal sovrano in persona. A parte ciò, Bute era stato criticato anche per la Cider tax, una tassa che aveva colpito fortemente i produttori di sidro.

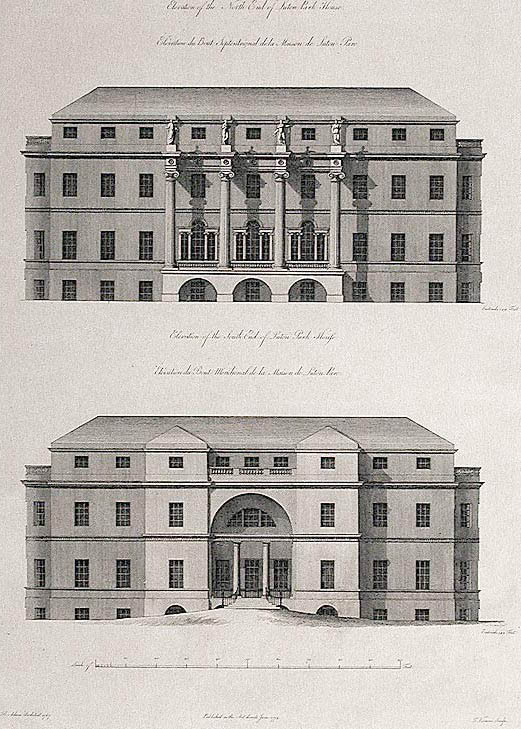
Il prospetto nord e sud di Luton Hoo come venne progettato da Robert Adam.

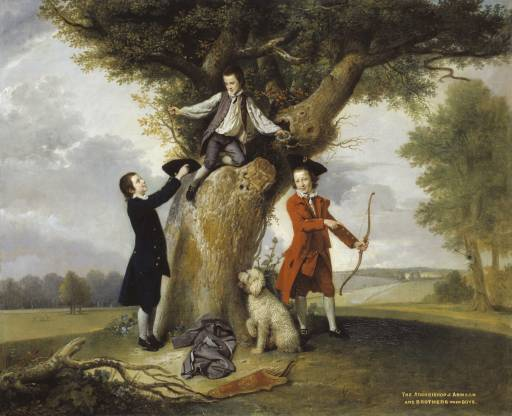
I tre figli del conte di Bute

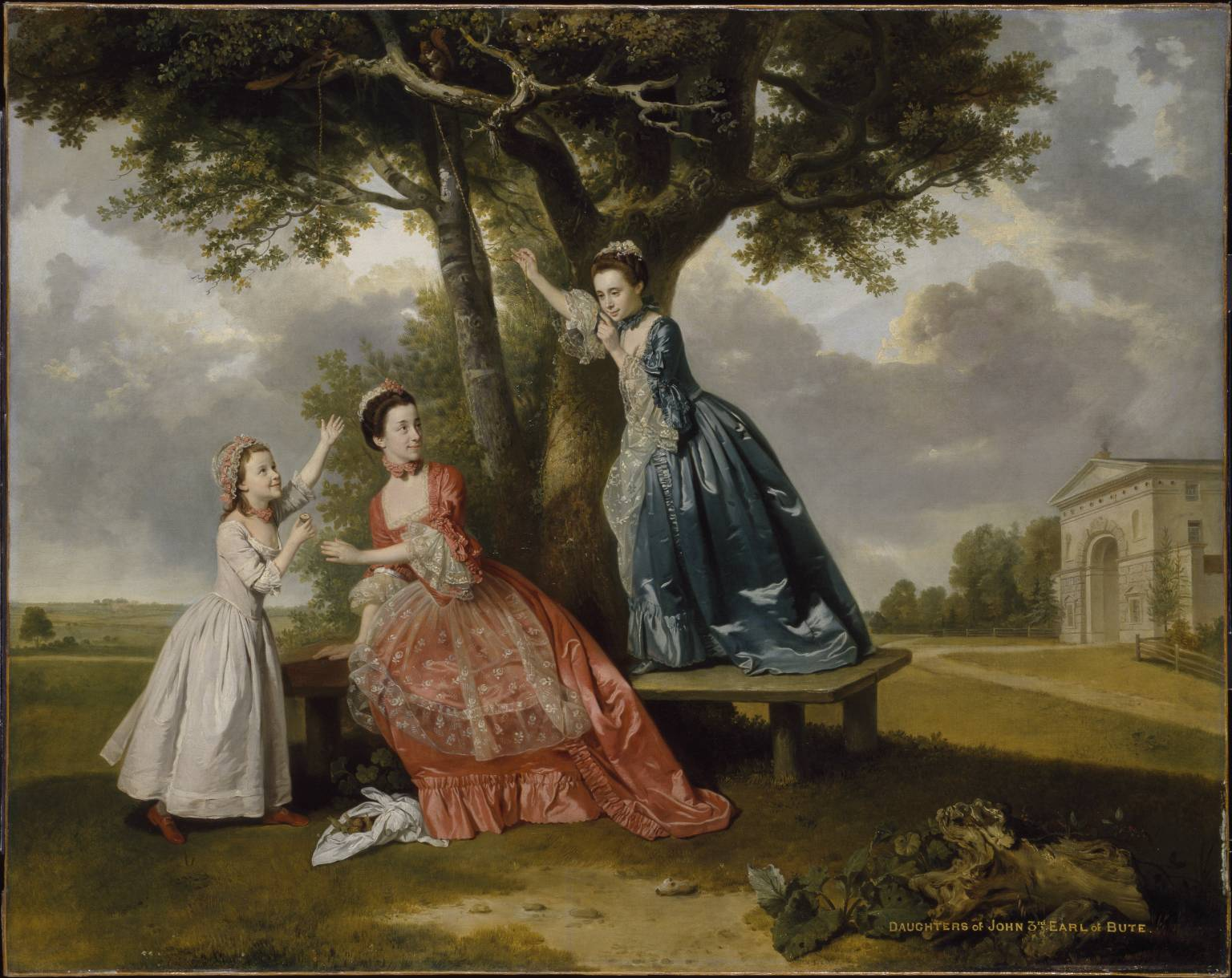
Le tre figlie del conte di Bute

Il giornalista John Wilkes pubblicò un giornale dal titolo The North Briton, nel quale colpì con la satira sia Bute che la principessa vedova. Bute poco dopo decise di dimettersi dalla carica di primo ministro, anche se rimase come pari rappresentante nella camera dei lords sino al 1780. Egli rimase in ottimi rapporti con la principessa del Galles, ma i tentativi di quest'ultima di riconciliarlo col figlio Giorgio III si rivelarono sempre futili.
Per il resto della sua vita, Bute rimase nella sua residenza nell'Hampshire, dove continuò a dedicarsi alla botanica oltre che alle lettere ed alle arti di cui divenne un influente patrono. Tra i suoi beneficiari vi furono Samuel Johnson, Tobias Smollett, Robert Adam, William Robertson e John Hill. Egli si prodigò anche a favore delle università scozzesi. La sua opera di botanica culminò con la pubblicazione del volume Botanical Tables Containing the Families of British Plants nel 1785. Morì nella sua casa di South Audley Street, Grosvenor Square, Westminster, e venne sepolto a Rothesay sull'Isola di Bute. È uno di solo due primi ministri britannici d'essere sepolto su una isola britannica ad eccezione di Gran Bretagna; l'altro è Harold Wilson.
Le piante del genere Stuartia debbono a lui il loro nome. Secondo lo storico John Naish, l'espressione linguistica del XVIII secolo "Jack Boot" che indica una persona stupida venne originata dal disgusto che mostrò Stuart nella sua opera di primo ministro.

## Matrimonio
Il 27 agosto 1736 sposò Mary Wortley Montagu, figlia di Edward Wortley Montagu e Lady Mary Pierrepont (la figlia del I duca di Kingston-upon-Hull). Ebbero undici figli:
- Lady Mary Stuart (1741 - 5 aprile 1824), sposò, il 7 settembre 1761, James Lowther, I conte di Lonsdale;
- John Stuart, I marchese di Bute (30 giugno 1744 - 16 novembre 1814)
- Lady Anne Stuart (1745 - ?), sposò, il 2 luglio 1764, Hugh Percy, II duca di Northumberland (1750 - 1786);
- James Archibald Stuart (19 settembre 1747 - 1º marzo 1818);
- Lady Jane Stuart (1748 - 28 febbraio 1828), sposò, il 1º febbraio 1768, George Macartney, I conte Macartney;
- Lady Augusta Stuart (febbraio 1749 - febbraio 1778), sposò il capitano Andrew Corbet (o Corbett);
- Frederick Stuart (settembre 1751 - 17 maggio 1802);
- Charles Stuart (gennaio 1753 - 25 maggio 1801);
- William Stuart, arcivescovo di Armagh (marzo 1755 - 6 maggio 1822);
- Lady Caroline Stuart (1763 - 20 gennaio 1813), sposò, il 1º gennaio 1778, John Dawson, I conte di Portarlington;
- Lady Louisa Stuart (12 agosto 1757 - 4 agosto 1851).

## Ascendenza
|                                      |                                        |                                          | Genitori                            |  |  | Nonni |  |  | Bisnonni                        |  |  | Trisnonni                     |  |
|                                      |                                        |                                          |                                     |  |  |       |  |  | sir Dugald Stuart, II baronetto |  |  | sir James Stuart, I baronetto |  |
|                                      |                                        |                                          |                                     |  |  |       |  |  | sir Dugald Stuart, II baronetto |  |  | sir James Stuart, I baronetto |  |
|                                      |                                        | Grizel Campbell                          |                                     |  |  |       |  |  | sir Dugald Stuart, II baronetto |  |  |                               |  |
| James Stuart, I conte di Bute        |                                        |                                          |                                     |  |  |       |  |  | sir Dugald Stuart, II baronetto |  |  |                               |  |
|                                      |                                        | Elizabeth Ruthven                        | sir John Ruthven                    |  |  |       |  |  |                                 |  |  |                               |  |
|                                      |                                        | Elizabeth Ruthven                        | sir John Ruthven                    |  |  |       |  |  |                                 |  |  |                               |  |
|                                      |                                        | Elizabeth Ruthven                        | lady Barbara Leslie                 |  |  |       |  |  |                                 |  |  |                               |  |
| James Stuart, II conte di Bute       |                                        | Elizabeth Ruthven                        |                                     |  |  |       |  |  |                                 |  |  |                               |  |
|                                      |                                        | sir George Mackenzie                     | Simon Mackenzie                     |  |  |       |  |  |                                 |  |  |                               |  |
|                                      |                                        | sir George Mackenzie                     | Simon Mackenzie                     |  |  |       |  |  |                                 |  |  |                               |  |
|                                      |                                        | sir George Mackenzie                     | Elizabeth Bruce                     |  |  |       |  |  |                                 |  |  |                               |  |
| Agnes Mackenzie                      |                                        | sir George Mackenzie                     |                                     |  |  |       |  |  |                                 |  |  |                               |  |
|                                      |                                        | Elizabeth Dickson                        | John Dickson                        |  |  |       |  |  |                                 |  |  |                               |  |
|                                      |                                        | Elizabeth Dickson                        | John Dickson                        |  |  |       |  |  |                                 |  |  |                               |  |
|                                      |                                        | Elizabeth Dickson                        | Susanna Ramsay                      |  |  |       |  |  |                                 |  |  |                               |  |
| John Stuart, III conte di Bute       |                                        | Elizabeth Dickson                        |                                     |  |  |       |  |  |                                 |  |  |                               |  |
|                                      | Archibald Campbell, IX conte di Argyll | Archibald Campbell, I marchese di Argyll |                                     |  |  |       |  |  |                                 |  |  |                               |  |
|                                      | Archibald Campbell, IX conte di Argyll | Archibald Campbell, I marchese di Argyll |                                     |  |  |       |  |  |                                 |  |  |                               |  |
|                                      | Archibald Campbell, IX conte di Argyll | lady Margaret Douglas                    |                                     |  |  |       |  |  |                                 |  |  |                               |  |
| Archibald Campbell, I duca di Argyll | Archibald Campbell, IX conte di Argyll |                                          |                                     |  |  |       |  |  |                                 |  |  |                               |  |
|                                      |                                        | lady Mary Stewart                        | James Stuart, IV conte di Moray     |  |  |       |  |  |                                 |  |  |                               |  |
|                                      |                                        | lady Mary Stewart                        | James Stuart, IV conte di Moray     |  |  |       |  |  |                                 |  |  |                               |  |
|                                      |                                        | lady Mary Stewart                        | lady Margaret Home                  |  |  |       |  |  |                                 |  |  |                               |  |
| lady Anne Campbell                   |                                        | lady Mary Stewart                        |                                     |  |  |       |  |  |                                 |  |  |                               |  |
|                                      |                                        | sir Lionel Tollemache, III baronetto     | sir Lionel Tollemache, II baronetto |  |  |       |  |  |                                 |  |  |                               |  |
|                                      |                                        | sir Lionel Tollemache, III baronetto     | sir Lionel Tollemache, II baronetto |  |  |       |  |  |                                 |  |  |                               |  |
|                                      |                                        | sir Lionel Tollemache, III baronetto     | Elizabeth Stanhope                  |  |  |       |  |  |                                 |  |  |                               |  |
| Elizabeth Tollemache                 |                                        | sir Lionel Tollemache, III baronetto     |                                     |  |  |       |  |  |                                 |  |  |                               |  |
|                                      |                                        | Elizabeth Murray, II contessa di Dysart  | William Murray, I conte di Dysart   |  |  |       |  |  |                                 |  |  |                               |  |
|                                      |                                        | Elizabeth Murray, II contessa di Dysart  | William Murray, I conte di Dysart   |  |  |       |  |  |                                 |  |  |                               |  |
|                                      |                                        | Elizabeth Murray, II contessa di Dysart  | Catherine Bruce                     |  |  |       |  |  |                                 |  |  |                               |  |
|                                      |                                        | Elizabeth Murray, II contessa di Dysart  |                                     |  |  |       |  |  |                                 |  |  |                               |  |